# Текендама

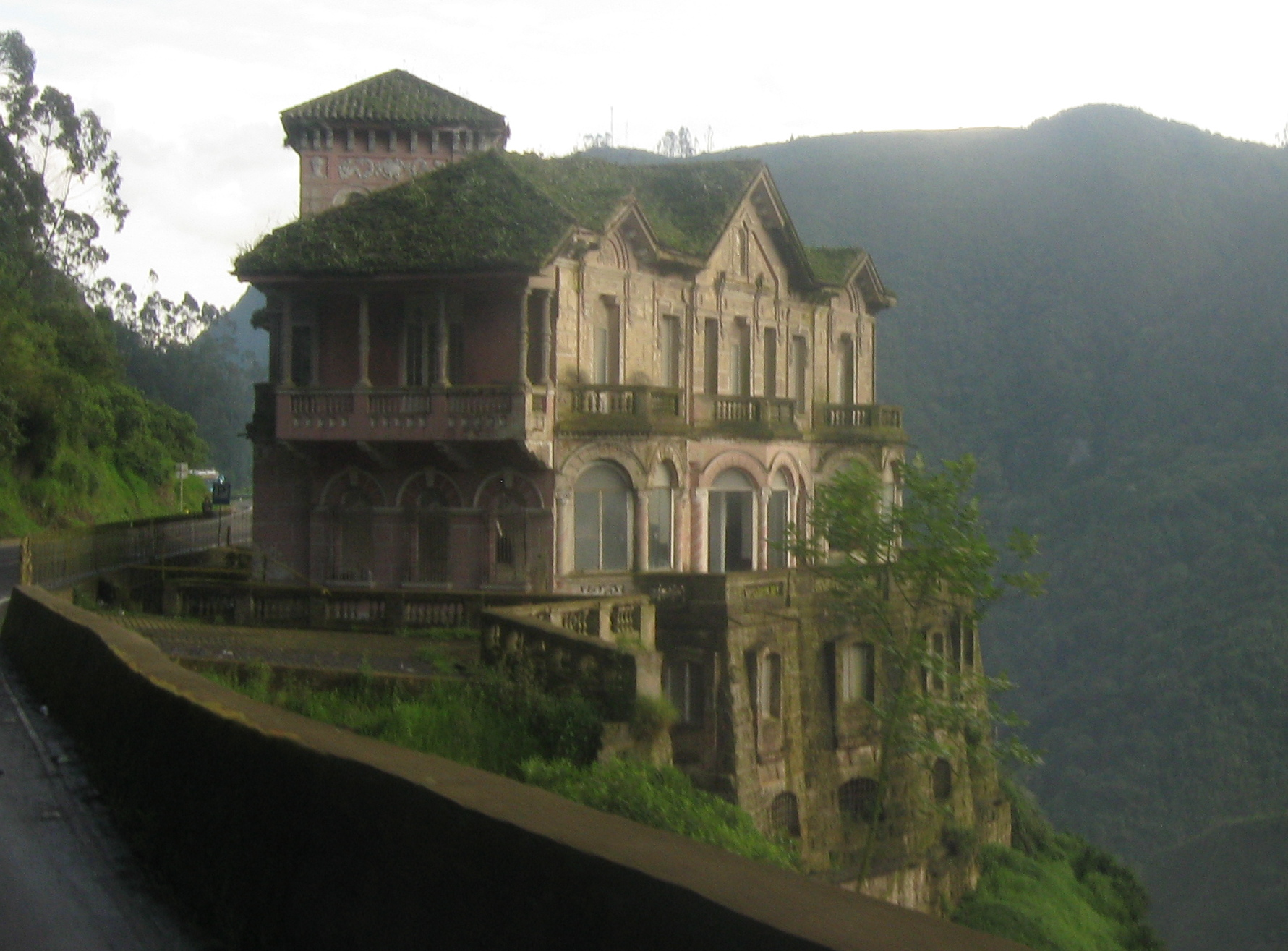
Отель Дель-Салто, построен в 1928 году. Планируется превратить его в музей

Текендама (исп. Salto del Tequendama) — водопад на реке Богота в Колумбии.
Водопад расположен в лесопарковой зоне в 32 км к юго-западу от столицы страны Боготы (департамент Кундинамарка, провинция Соача). Водопад расположен на высоте 2467 метров, общая высота падения в каскаде составляет 157 метров, максимальная высота свободного падения — 139 метров.